# Carretera Federal 1

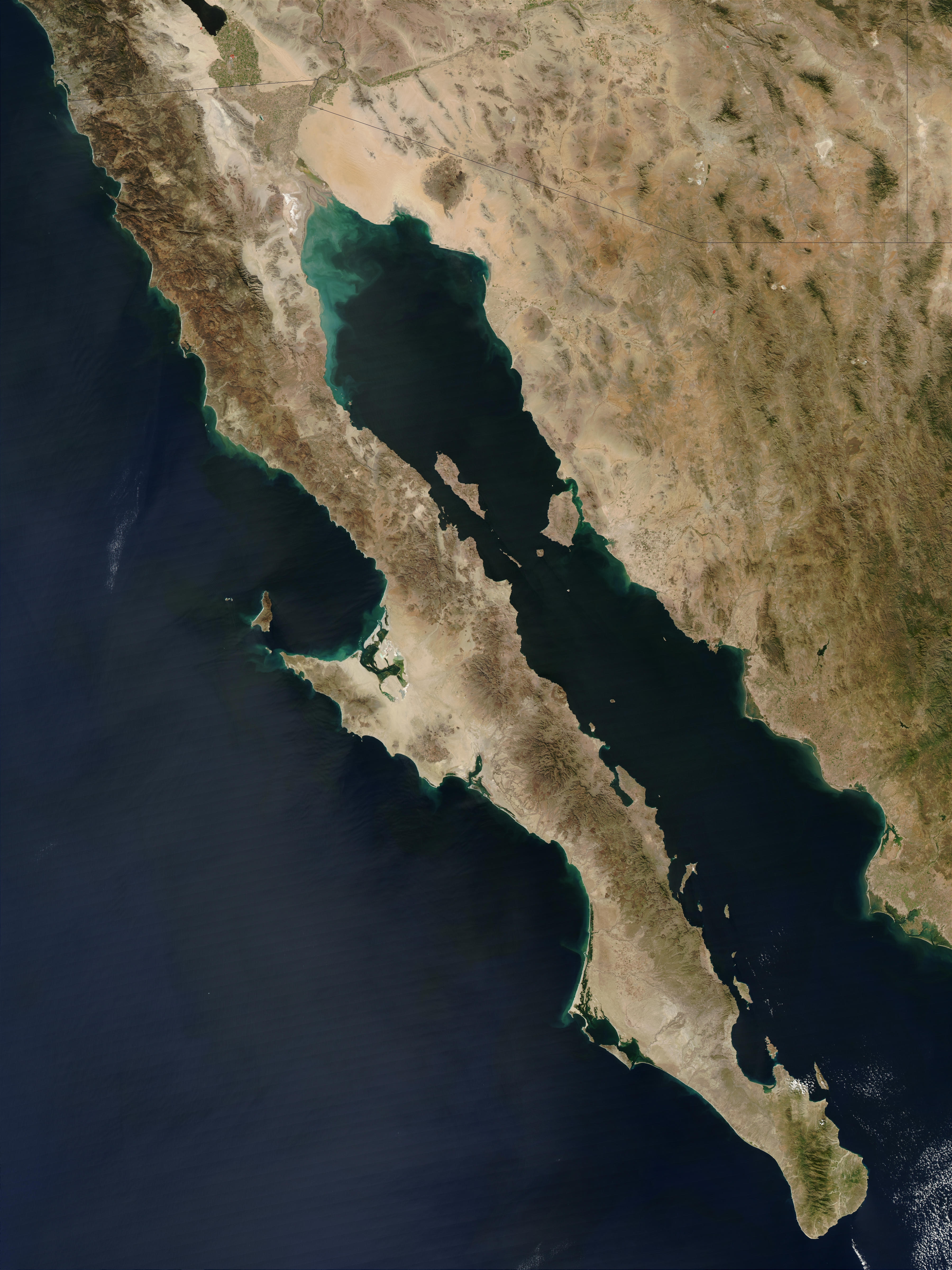
La carretera recorre la Península de Baja California.

La Carretera Federal 1, también conocida como Carretera Transpeninsular, es una carretera mexicana que recorre la península de Baja California, pasando por los estados de Baja California y Baja California Sur, inicia en Cabo San Lucas y termina en  Tijuana, tiene con una longitud total de 1711 kilómetros. La mayor parte de su longitud es de dos carriles, fue terminada en 1973. Su nombre oficial es "Carretera transpeninsular Benito Juárez"
Las carreteras federales de México se designan con números impares para rutas Norte-Sur y con números pares para las rutas Oeste-Este. Las designaciones numéricas ascienden hacia el Sur de México para las rutas Norte-Sur y ascienden hacia el Este para las rutas Oeste-Este. Por lo tanto, la carretera federal 1, debido a que su trayectoria es de Norte-Sur, tiene la designación de número impar, y por estar ubicada en el Noroeste de México le corresponde la designación N° 1.
El kilometraje de las carreteras federales de México aumente hacia el norte y este, en la dirección sur y oeste disminuye, por ejemplo, el tramo Tijuana-Ensenada, inicia en Ensenada con el KM 0, avanzando hacia el Norte se incrementa el kilometraje y termina en Tijuana con el KM 110. De los 1711 km que tiene de longitud la carretera México 1, le corresponden 713 km a Baja California y 998 km a Baja California Sur

## Trayectoria

### Baja California Sur
Longitud = 998 KM
- Cabo San Lucas
- San José del Cabo
- Santiago
- Buenavista
- San Pedro – Carretera Federal 19
- La Paz – Carretera Federal 11
- Ciudad Constitución – Carretera Federal 22
- Ciudad Insurgentes
- Loreto
- Mulegé
- Santa Rosalía
- Guerrero Negro

### Baja California
Longitud = 713 KM
- Punta Prieta – Carretera Federal 12
- Chapala – Carretera Federal 5
- Lázaro Cárdenas
- San Quintín
- Camalú
- Cataviña
- Rodolfo Sánchez Taboada
- Ensenada
- El Sauzal de Rodríguez – Carretera Federal 3
- Rosarito
- Tijuana – Carretera Federal 1D y Carretera Federal 2